# هيرتا فريتاج
هيرتا فريتاج (بالإنجليزية: Herta Freitag)‏ هي رياضياتية أمريكية، ولدت في 6 ديسمبر 1908 في فيينا في النمسا، وتوفيت في 25 يناير 2000.